# Panzer VII Löwe
Panzerkampfwagen VII Löwe (Lion-tạm dịch: sư tử) là tên một dự án tăng siêu nặng do Krupp phát triển cho quân đội Đức Quốc xã trong Thế Chiến II. Panzerkampfwagen VII Löwe chưa một lần được vẽ lên bản thiết kế và bị hủy bỏ vào cuối năm 1942 nhằm thiết kế sang Panzer VIII Maus.
Löwe có hai biến thể:
- Leichter Löwe: kíp lái gồm năm người, động cơ 1000 mã lực, nặng 76 tấn, giáp trước dày 100 mm, tháp pháo được gắn chính giữa thân (được trang bị pháo chính có khả năng bắn xa 105 mm L/70; hai súng máy được gắn qua thanh đồng trục), tốc độ tối đa đạt 27 km/h.
- Schwerer Löwe: kíp lái gồm năm người, động cơ 1000 mã lực, nặng 90 tấn, giáp trước dày 120 mm, tháp pháo được gắn phía sau (trang bị pháo chính có khả năng bắn xa 105 mm L/70; hai súng máy được gắn qua thanh đồng trục), tốc độ tối đa đạt 23 km/h.

Khi trình bày ý tưởng bản thiết kế lên cho Hitler, ông đã lập tức yêu cầu dừng phát triển Leichter Löwe và tăng cỡ nòng pháo chính của Schwerer Löwe lên 150 mm, giáp trước dày 140 mm, đạt tốc độ tối đa khoảng 30 km/h. (VK72.01K)
Không có mẫu thử nghiệm nào được sản xuất, vì Schwerer Löwe quá nặng, chi phí sản xuất rất đắt và không thể di chuyển qua cầu được. Một vài chi tiết của Schwerer Löwe được sử dụng trong xe tăng Tiger II.